# Ladislav Ryšavý
Ladislav Ryšavý, křtěný Ladislav Antonín (20. dubna 1880, Vratíkov (dnes místní část Boskovic) – 9. října 1936, Lysice u Boskovic) byl český překladatel z ruštiny. Používal též pseudonym Boh. Landa.

## Život
Ladislav Ryšavý se narodil v osadě Vratíkov v rodině učitele Antonína Ryšavého a jeho ženy Františky rodem Skoumalové rovněž z Vratíkova.

## Překlady (výběr)
- Sergej Nikolajevič Sergejev-Censkij: Smutek Polí, KDA, svazek 112–113B, Praha : Kamilla Neumannová, 1914
- Alexej Michajlovič Remizov: Křížové sestry, KDA, svazek 130–131, Praha : Kamilla Neumannová, 1915
- Alexej Michajlovič Remizov: Rybník, Ladislav Kuncíř, 1923